# Тарасенко, Тамара Андреевна
Тамара Андреевна Тарасенко (24 мая 1939, Москва, СССР — 23 мая 1992, Одесса, Украина) — советский педагог, литературовед, философ, кандидат философских наук.
Первый председатель правления Фонда социальной помощи имени доктора Гааза (1987).

## Биография
Отец — Андрей Максимович Минчик (1915—1999) — военнослужащий. Мать — Сусанна Исаевна Вапнярская (1915—2008) — учитель истории и географии в средней школе. Годы войны пережила вместе с бабушкой и дедушкой в шахтерском поселке на Донбассе.
В 1961 году с отличием окончила отделение русского языка и литературы филологического факультета Одесского государственного университета имени И. И. Мечникова (ОГУ).
Работала старшим библиотекарем научной библиотеки, лаборантом кафедры философии, старшим преподавателем, доцентом, исполняющим обязанности заведующего кафедрой философии, директором библиотеки ОГУ.
Тема кандидатской диссертации — «Регулятивный аспект социального функционирования языка» (1973).

## Во главе Фонда социальной помощи имени доктора Ф. П. Гааза
По воспоминаниям одного из основоположников Фонда социальной помощи имени доктора Ф. П. Гааза, заслуженного юриста Украины Мучника Александра Геннадьевича, 26 ноября 1987 года Тарасенко Т. А. была избрана первым председателем правления первой в СССР неправительственной благотворительной организации. Занимая должность заведующей кафедрой философии ОГУ Тарасенко Т. А. сыграла определяющую роль в деле официальной легализации этой благотворительной организации в сложных условиях советской бюрократической системы. Во главе Фонда она принимала личное участие в непосредственном оказании социальной помощи нуждающимся людям. За время руководства Фондом Тарасенко заложила традицию нравственного, самоотверженного и бескорыстного служения людям в практике управления благотворительной организацией.

## Научная, педагогическая деятельность
По многочисленным воспоминаниям её коллег Тарасенко Т. А. одной из первых в СССР разработала и стала читать на гуманитарных факультетах ОГУ спецкурс по истории русской философии XX-го века. Благодаря ей студенты ОГУ впервые узнали ранее не доступные им труды Бердяева, Булгакова, Ильина, Лосского, Розанова, Соловьёва, Федорова, Флоренского, Флоровского, Франка, Шестова и др., которые в то время находились в спецхранах.
Много лет вела студенческий философский кружок на юридическом факультете ОГУ. На своих лекциях и семинарах практиковала по методу известного советского философа Г. С. Батищева «глубинное общение», диалог, в котором участвует не только ум, но и совесть, нравственная составляющая личности её учеников.
В своей педагогической деятельности проявляла неподдельное уважение к достоинству, мыслям и особенностям личности студентов. Умела приходить им на помощь в трудную минуту, проявляя при этом деликатность к внутреннему миру молодого человека.
В 1991 г., испытывая боли от неизлечимой болезни, продолжала преподавательскую деятельность, считая своим долгом довести начатый курс лекций до конца. В мае 1992 г., накануне своей смерти, провела последний семинар со студентами юридического факультета ОГУ.

## Память

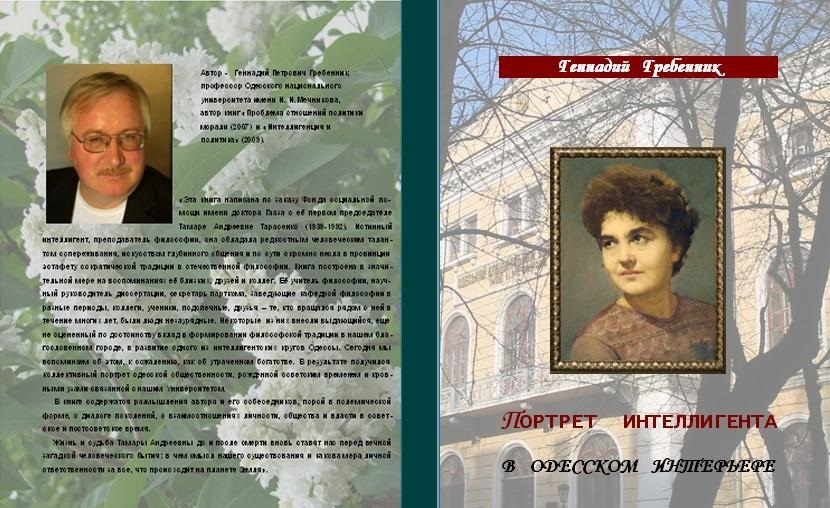

Умерла 23 мая 1992 года, похоронена на Северном кладбище города Одессы.
- Памяти Т. А. Тарасенко посвящена книга профессора ОГУ Г. П. Гребенника «Портрет интеллигента в одесском интерьере. Повесть о Тамаре Андреевне Тарасенко и не только о ней»[7]. Гребенник пишет:

Она жила рядом с нами, а секрет её существования был от нас скрыт. Она была единственным человеком из всех встретившихся на моём пути людей, практиковавших великую, исчезнувшую ныне традицию в философии — традицию сократизма. Она была философом в истинном понимании этого слова, ведь её целью было не открытие формальных научных закономерностей, а сама жизнь в её счастливом наполнении, в гармонии всех её аспектов. Такова тайна её жизни, открывшаяся нам после её смерти.

Как отмечает современный исследователь деятельности Тамары Андреевны:

Книга издана по заказу Фонда социальной помощи имени доктора Ф. П. Гааза. Первым председателем этого Фонда была Тамара Андреевна, её портрет висит в кабинете председателя правления этой благотворительной организации Александра Геннадьевича Мучника, справа на стене. И оказывается, что именно он — выпускник юридического факультета 1981 года, студент Тамары Андреевны — предложил Г. Гребеннику написать о своем Учителе

- По заказу Фонда художник Лазарь Леонтьевич Гормах (1924—2000) написал пастелью портрет Т. А. Тарасенко, который наряду с портретами доктора Ф. П. Гааза и Матери Терезы выставлен в офисе фонда.[1]

## Библиография

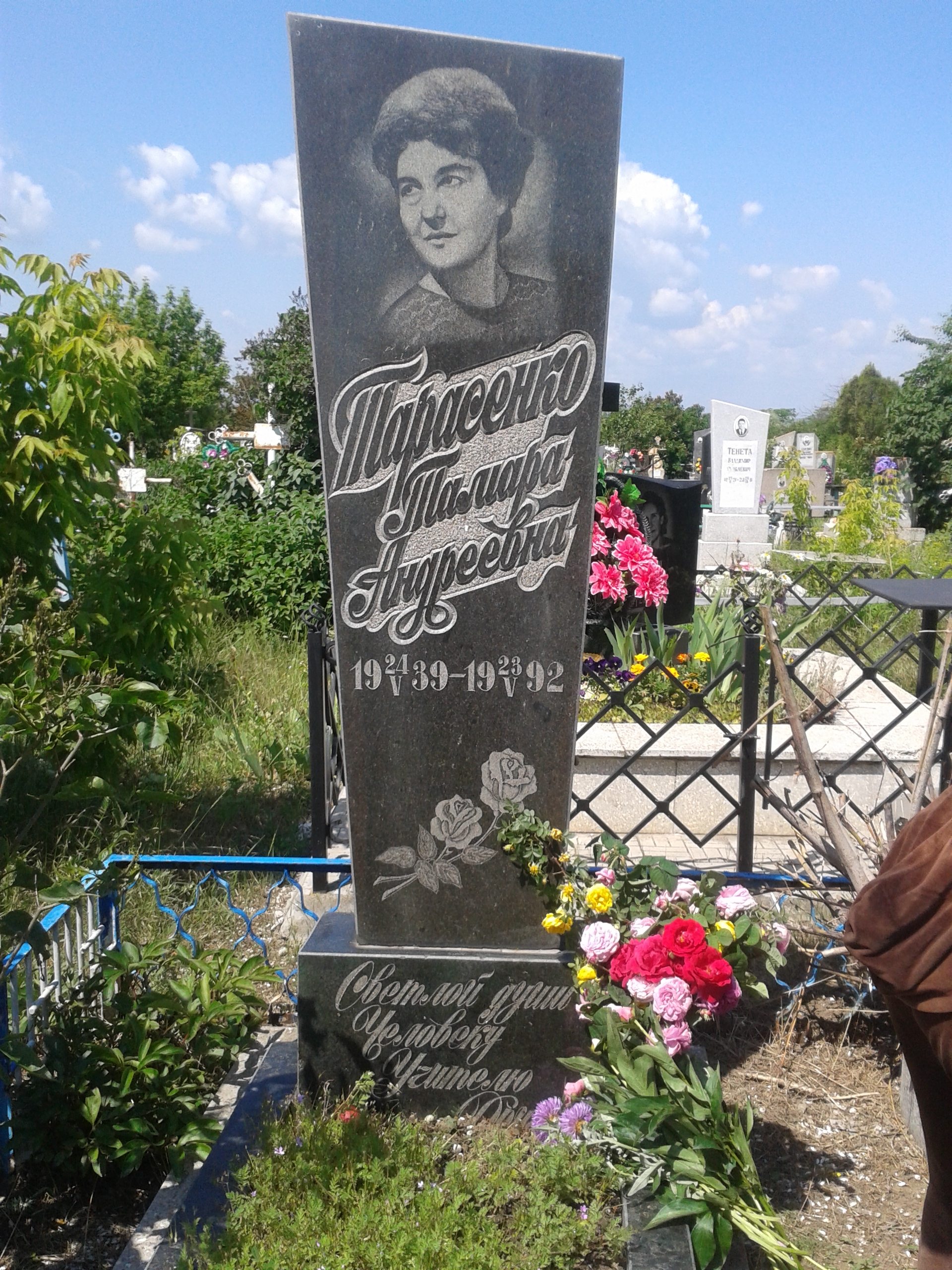
Могила Т. А. Тарасенко (Украина, Одесса, Северное кладбище).